# Isonixina
L'isonixina è un farmaco che possiede proprietà analgesiche e antinfiammatorie.

## Farmacocinetica
L'isonixina è rapidamente assorbita dal tratto gastrointestinale. L'emivita di assorbimento è di circa 3 ore. Il farmaco viene rapidamente distribuito nei tessuti di tutto l'organismo. I metaboliti del farmaco sono escreti per l'85% della dose somministrata nell'arco di 72 ore, principalmente dal tratto urinario.

## Tossicologia
Nel topo la DL50 è di 7000 mg/kg per os e maggiore di 2000 mg/kg per via intraperitoneale.

## Usi clinici
L'isonixina viene impiegata nel trattamento delle patologie reumatiche ed osteoarticolari sia dell'adulto che del bambino, ed in particolare nella artrite reumatoide, nella poliartrite, nei reumatismi degenerativi, nella gotta, nella lombalgia, nelle tendiniti e sinoviti.

## Effetti collaterali
L'isonixina è controindicata in tutti i soggetti con ipersensibilità nota. In alcuni soggetti il farmaco può determinare esantema e rash cutanei.

## Controindicazioni
Il farmaco non interferisce e neppure potenzia l'azione degli anticoagulanti dicumarinici e degli antidiabetici orali: tuttavia è consigliabile non somministrarli in associazione.

Il farmaco sotto forma di crema non deve essere applicato su ferite aperte.

## Dosi terapeutiche
Il farmaco è disponibile in compresse e supposte. In genere si somministrano dosaggi di 200–400 mg 3-4 volte al giorno per via orale e dosi di 400 mg 2-4 volte al giorno per via rettale.

L'isonixina è anche disponibile alla concentrazione del 2,5% in una preparazione di una crema fluida da applicare 2-4 volte al giorno massaggiando leggermente.

## Interazioni
L'isonixina può potenziare gli effetti dei tranquillanti.